# St. Margrethen
St. Margrethen és un municipi del cantó de Sankt Gallen (Suïssa), situat al districte de Rheintal.